# Takeshi Miyazawa
Takeshi Miyazawa (19 de abril de 1978) é um artista de histórias em quadrinhos. Ele frequentou a Queen's University em Ontário para estudar arte. Seu estilo de arte incorpora uma sensibilidade de mangá.